# Ediouro Publicações
A Ediouro ou Ediouro Publicações (antigas Edições de Ouro e Editora Tecnoprint) é uma editora brasileira, que foi proprietária da rede de livrarias Curió. Funciona como um grupo editoral (“Empresas Ediouro Publicações”). 

## História
Enquanto o mundo caminhava para uma de suas mais traumáticas experiências, a 2.ª Guerra Mundial, os irmãos Jorge e Antonio Gertum Carneiro chegavam ao Rio de Janeiro, vindos de Porto Alegre, e fundavam a Publicações Pan Americanas, importadora de livros e papel vegetal e agenciadora de assinaturas de revistas estrangeiras. Pouco tempo depois, juntou-se a eles Fritz Israel Mannheimer, que havia imigrado da Alemanha.
Como a guerra tornava difícil as importações para a empresa, sócios-fundadores apontaram para uma solução vitoriosa: a tradução e edição de livros técnicos. Com a ampliação das atividades e novos investimentos, a Publicações Pan Americanas passou a se chamar Editora Gertum Carneiro S.A.
Nessa época surgiram os livros de bolso, as vendas por reembolso postal e a revista Coquetel. A expansão do parque gráfico trouxe tanto sucesso que, em 1961, houve a fusão da editora com a gráfica. O crescimento, aliado à qualidade editorial, gerou a Edições de Ouro.

## Subsidiárias

### Livrarias Curió
Eram uma rede de livrarias pertencente à Ediouro, que possuía mais de  20 lojas no Rio, São Paulo, Belo Horizonte. Seguindo uma orientação dada por uma empresa de auditoria em focar apenas no negócio editorial, quando foi adquirida pelo empresário Jack London encerrou suas atividades em 1997 e seus pontos de venda em shopping centers foram transformadas nas livrarias Booknet.

### Ediouro Livros
A Ediouro tem um catálogo de vários títulos formada sobretudo clássicos estrangeiros como Ivanhoé, O Barão de Munchausen e coletâneas de contos de Edgar Allan Poe.
Em 2002, a Ediouro adquiriu a Editora Agir, uma das mais tradicionais do país. Assim, agregou a seus 3.500 títulos ao catálogo, dos quais 600 clássicos, importantes obras. Dentre elas estão livros de grandes autores brasileiros, como Ariano Suassuna e Lygia Bojunga Nunes. A Ediouro Livros atingiu a marca de mais de 2 milhões de livros de ficção e não-ficção vendidos em 2001, posicionando-se entre as maiores editoras do país. O ritmo dos lançamentos também é dinâmico: são mais de 10 títulos novos lançados por mês.

### Revistas Passatempos
A Ediouro possui uma subdivisão dedicada exclusivamente à produção de passatempos. Desde 1948 publica palavras cruzadas, caça-palavras, entre outros. Possui mais de 60 títulos mensais do gênero, com diferentes tipos de dificuldade. As revistas da divisão Coquetel são vistas por especialistas como um grande incentivo ao exercício da inteligência.
A Divisão atua como syndicate, distribuindo passatempos para mais de 600 jornais brasileiros.

### HarperCollins Brasil
Em 2006, a Thomas Nelson passou a atuar no Brasil através de uma joint venture com a Ediouro, em 2015. Essa parceria deu origem à HarperCollins Brasil, desfeita em 2017, quando a HarperCollins passou a atuar sozinha no país.

### Ediouro Quadrinhos
Embora já tivesse publicado séries de quadrinhos com a Coleção Assombração de 1995, organizada pelo cartunista Ota, contendo trabalhos de artistas consagrados dos quadrinhos brasileiros tais como Flavio Colin, Mozart Couto, Júlio Shimamoto entre outros
Em Abril de 2005, a Editora criou o selo  "Ediouro Quadrinhos", pelo selo foram lançados Star Wars (histórias criadas pela Dark Horse), o italiano Nathan Never, os franco-belgas Aquablue e Arthur - Uma epopeia celta e mangá holandês Quark, o editor responsável era Rodrigo Fonseca que escrevia sobre quadrinhos no Jornal do Brasil. O selo não foi pra frente e acabou sendo cancelado, em 2009 os Quadrinhos de Star Wars voltaram a ser publicados no Brasil, desta vez pela On Line Editora.

### Pixel Media
Em Fevereiro de 2006, a Futuro Comunicação (criada pelo jornalista André Forastieri, ex-Conrad Editora) se uniu a Ediouro num novo selo de Quadrinhos: "Pixel Media". A Pixel publicou Corto Maltese, Spawn, Vertigo, Wildstorm, America's Best Comics entre outros. Em Setembro de 2006, a Ediouro cogitou retirar da Panini o licenciamento da DC Comics, afinal já possuia os direitos de publicação de 3 selos da editora (Vetigo, Wildstorm e America's Best Comics) A Futuro Comunicação de André Forastieri desfaz a parceira com a Ediouro e a Pixel passar pertencer apenas a Ediouro.
Em Julho de 2008 demonstrou interesse em compra a Conrad Editora, porém desistiu da negociação três meses depois. Ainda em 2008, a Pixel Media recebe o Troféu HQ Mix como editora de quadrinhos do ano. Em Abril de 2009, a Ediouro cancela seu contrato com a DC Comics Os títulos dos selos Vertigo e Wildstorm que voltariam as bancas pela Panini em Outubro do mesmo ano.
Com o sucesso de Turma da Mônica Jovem, o selo contrata o estúdio Labareda Design, o roteirista Renato Fagundes, e as estilistas Glória Kalil e Daniela Conolly para criarem uma versão mangá/adolescente da Turma da Luluzinha, então em junho de 2009 surge o título Luluzinha Teen e sua Turma.
A Editora usa o nome Ediouro em títulos adultos, como álbum "Chico Xavier em Quadrinhos" publicado em 2009, escrito por Franco de Rosa e ilustrado por Rodolfo Zalla.
Em Março de 2011, a editora publicou uma nova revista, trazendo as histórias originais da Luluzinha. Em Março de 2012, lança uma revista mix em formatinho do Recruta Zero de Mort Walker, a revista é composta de tiras do Recruta Zero, Hagar, o Horrível de Dik Browne, entre outras criações de ambos os autores (incluindo até mesmo uma tira criada em conjunto Zezé e Cia). Em Agosto de 2012, durante a Bienal do Livro de São Paulo, foram lançadas revistas dos personagens Popeye, Gasparzinho e Riquinho.
Em janeiro de 2013, continuando com a publicação de clássicos, a Pixel trouxe de volta às bancas a revista do Brasinha.
Em 2015,  publica a graphic novel Jungle Tales of Tarzan com o título "Tarzan: Contos da Selva" e Flash Gordon no Planeta Mongo, baseada na edição da Titan Books.

## Editoras do grupo
- Coquetel
- Editora Agir
- Pixel Media
- Nova Fronteira
- Editora Trama
- Editora Petra